# Stolno (gmina)
Stolno – gmina wiejska w Polsce położona w województwie kujawsko-pomorskim, w powiecie chełmińskim. W latach 1975–1998 gmina administracyjnie należała do województwa toruńskiego.
Siedzibą gminy jest Stolno.
Według danych z 30 czerwca 2004 gminę zamieszkiwało 5201 osób.

## Struktura powierzchni
Według danych z roku 2002 gmina Stolno ma obszar 98,43 km², w tym:
- użytki rolne: 79%
- użytki leśne: 13%

Gmina stanowi 18,66% powierzchni powiatu.

## Demografia

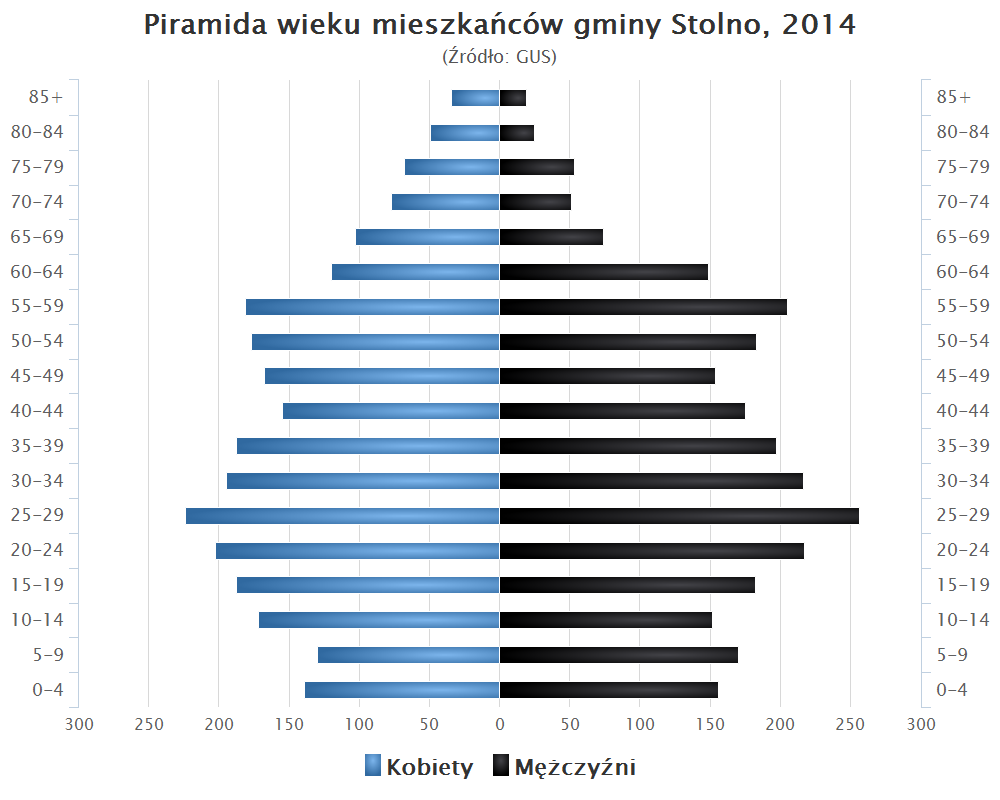
Piramida wieku mieszkańców gminy Stolno w 2014 roku

Dane z 30 czerwca 2004:
| Opis                              | Ogółem | Ogółem | Kobiety | Kobiety | Mężczyźni | Mężczyźni |
| --------------------------------- | ------ | ------ | ------- | ------- | --------- | --------- |
| jednostka                         | osób   | %      | osób    | %       | osób      | %         |
| populacja                         | 5201   | 100    | 2583    | 49,7    | 2618      | 50,3      |
| gęstość zaludnienia (mieszk./km²) | 52,8   | 52,8   | 26,2    | 26,2    | 26,6      | 26,6      |

## Zabytki
Wykaz zarejestrowanych zabytków nieruchomych na terenie gminy:
- park dworski z połowy XIX w. w Gorzuchowie, nr 448 z 01.10.1985 roku
- zespół pałacowy w Grubnie, obejmujący: pałac z 1870; park z pierwszej połowy XIX w., nr A/139/1-2 z 06.11.1989 roku
- park dworski z połowy XIX w. w Klęczkowie, nr 478 z 17.06.1985 roku
- park dworski z drugiej połowy XIX w. w Kobyłach, nr A/468 z 06.03.1985 roku
- park dworski z pierwszej połowy XIX w. w Łyńcu, nr A/467 z 06.03.1985 roku
- fortyfikacje w zespole twierdzy Chełmno z lat 1903-14 w Małych Czystych, obejmujące: fort III, IV z 1903-1914; schron piechoty UR-2 Z ok. 1904; schron piechoty UR-3 Z ok. 1910; schron piechoty IR-3 Z ok. 1914; schron piechoty IR-4, przed 1914; schron amunicyjny M-5, po 1914; schron amunicyjny M-6, po 1914; schron amunicyjny M-7, przed 1910; schron amunicyjny M-8, po 1914; bateria I, przed 1910; nr A/1151/ z 14.02.1980 roku
- fortyfikacje w zespole twierdzy Chełmno, fort VI, VII z lat 1903-1914 w Rybieńcu, (nr A/1151/23 z 14.02.1980 roku); schron piechoty UR-4, przed 1910; schron piechoty IR-6, ok. 1914 (nr A/1151/24 z 14.02.1980 roku)
- kościół parafii pod wezwaniem św. Marcina z XIV w. w Sarnowie, nr A/291 z 30.11.1929 roku
- fortyfikacje w zespole twierdzy Chełmno w Stolnie, obejmujące: fort V z lat 1903-1914; schron piechoty IR-5 z ok. 1914; schron amunicyjny M-9, po 1914 (nie istnieje); schron amunicyjny M-10, przed 1910; bateria II, przed 1910, nr A/1511/ z 14.02.1980 roku
- kościół parafii pod wezwaniem św. Bartłomieja  z XIII w. w Wabczu, nr A/292 z 30.11.1929 roku
- park dworski z końca XIX w. w Wabczu, nr A/472 z 06.03.1985 roku
- zespół dworski i folwarczny w Wichorzu, obejmujący: dwór z oficyną z 1788; park z XIX w.; gorzelnię z 1875; dom gorzelanego z przełomu XVIII/XIX; spichrz z 1890; stajnię z oborą, (obecnie magazyn zbożow)z 1880; lodownię z początku XIX w.; silos z 1935; ogrodzenie, nr A/69/1-8 z 22.10.1997 roku
- kościół parafii pod wezwaniem św. Katarzyny z trzeciego ćwierćwiecza XIII w. w miejscowości Wielkie Czyste, nr 438 z 25.05.1984 roku.

## Sołectwa
W nawiasach inne wsie należące do sołectwa
- Cepno (Wichorze)
- Gorzuchowo
- Grubno
- Małe Czyste (Wielkie Czyste, Zakrzewo)
- Obory
- Paparzyn
- Pilewice
- Robakowo
- Rybieniec
- Sarnowo
- Stolno (Kobyły)
- Trzebiełuch (Klęczkowo)
- Wabcz (Łyniec, Wabcz-Kolonia)

Miejscowości niesołeckie: Nałęcz, Wabcz (osada leśna), Zalesie

## Sąsiednie gminy
Chełmno, Chełmno (miasto), Grudziądz, Kijewo Królewskie, Lisewo, Papowo Biskupie, Płużnica